# Goa Velha
Goa Velha (Goa vecchia in portoghese) è una suddivisione dell'India, classificata come census town, di 5.411 abitanti, situata nel distretto di Goa Nord, nel territorio federato di Goa. In base al numero di abitanti la città rientra nella classe V (da 5.000 a 9.999 persone).
Goa Velha è la località nella quale si conserva la quasi totalità degli edifici religiosi definiti Patrimonio dell'umanità dall'UNESCO con la dicitura "Chiese e conventi di Goa" (Churches and Convents of Goa), inserite nella lista nel 1986. Tra tutti questi edifici quello di maggior valore è la basilica del Bom Jesus dove è conservato il corpo di san Francesco Saverio.

## Geografia fisica
La città è situata a 15° 25' 60 N e 73° 52' 0 E al livello del mare.

## Società

### Evoluzione demografica
Al censimento del 2001 la popolazione di Goa Velha assommava a 5.411 persone, delle quali 2.874 maschi e 2.537 femmine. I bambini di età inferiore o uguale ai sei anni assommavano a 505, dei quali 258 maschi e 247 femmine. Infine, coloro che erano in grado di saper almeno leggere e scrivere erano 4.158, dei quali 2.348 maschi e 1.810 femmine.